# Rahman Morina

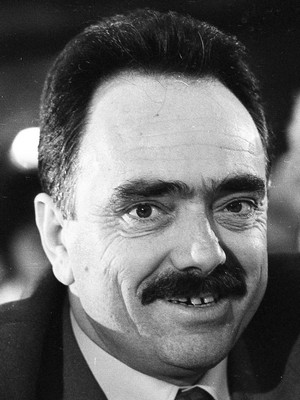

Rahman Morina (1943 - 1990) byl jugoslávský politik kosovskoalbánského původu, blízký spolupracovník Slobodana Miloševiće. Patřil k rozhodným odpůrcům albánského separatismu. Od ledna 1989 až do své smrti v říjnu 1990 zastával funkci předsedy Svazu komunistů Kosova.
Morina začal svoji kariéru jako agent jugoslávského ministerstva vnitra. V 80. letech byl nepříliš populárním šéfem kosovské milice, účastnil se potlačování demonstrací z roku 1981. Poté byl sekretářem pro vnitřní záležitosti SAP Kosovo. Jeho pozdější úspěch je spojen s personálními čistkami Slobodana Miloševiće, který provedl v řadách SKK v letech 1987 až 1989 rozsáhlé změny. Namísto původních stranických funkcionářů (Azem Vllasi, Kaqusha Jashari), kteří stáli proti politice Svazu komunistů Srbska, tak mohl do popředí jít právě on. Ani během výkonu svého mandátu v čele kosovských komunistů na konci 80. let nebyl oblíben většinovou albánskou populací. Oficiálně zemřel sice na zástavu srdce, ovšem podle některých spekulací[zdroj?] byl otráven.